# جایزه بزرگ استرالیا ۱۹۹۳
جایزه بزرگ استرالیا ۱۹۹۳ (انگلیسی: ‎1993 Australian Grand Prix‎) یک مسابقهٔ موتوری در رشتهٔ اتومبیل‌رانی فرمول یک بود که در تاریخ ۷ نوامبر ۱۹۹۳ در پیست خیابانی آدلاید واقع در آدلاید، استرالیای جنوبی، استرالیا برگزار شد. این گراند پری در میان ۱۶ گراند پری در فصل ۱۹۹۳، مسابقهٔ شمارهٔ ۱۶ بود.
در این مسابقه که در ۷۹ دور و به مسافت ۲۹۸٫۶۲۰ کیلومتر (۱۸۵٫۵۵۴ مایل) برگزار شد، پول پوزیشن توسط آیرتون سنا کسب شد و سریع‌ترین زمان برای طی یک دور پیست که برابر با ۱:۱۵٫۳۸۱ بود نیز توسط دیمون هیل به ثبت رسید.
آیرتون سنا از تیم مک‌لارن-فورد، آلن پروست از تیم ویلیامز-رنو و دیمون هیل از تیم ویلیامز-رنو به‌ترتیب مقام‌های اول تا سوم مسابقه را کسب کردند.

## رده‌بندی قهرمانی پس از مسابقه
|       | جایگاه | راننده         | امتیاز |
| ----- | ------ | -------------- | ------ |
|       | ۱      | آلن پروست      | ۹۹     |
|       | ۲      | آیرتون سنا     | ۷۳     |
|       | ۳      | دیمون هیل      | ۶۹     |
|       | ۴      | میشائیل شوماخر | ۵۲     |
|       | ۵      | ریکاردو پاتریس | ۲۰     |
| منبع: |        |                |        |

|       | جایگاه | سازنده      | امتیاز |
| ----- | ------ | ----------- | ------ |
|       | ۱      | ویلیامز-رنو | ۱۶۸    |
|       | ۲      | مک‌لارن-فورد | ۸۴     |
|       | ۳      | بنتون-فورد  | ۷۲     |
|       | ۴      | فراری       | ۲۸     |
|       | ۵      | لیجیه-رنو   | ۲۳     |
| منبع: |        |             |        |

یادداشت
- تنها پنج جایگاه نخست از هر رده‌بندی نمایش داده شده‌است.